# Crystal (Nuovo Messico)
Crystal è un census-designated place (CDP) degli Stati Uniti d'America, situato nello stato del Nuovo Messico, diviso tra la contea di McKinley e la contea di San Juan.